# Winterthur Museum and Country Estate

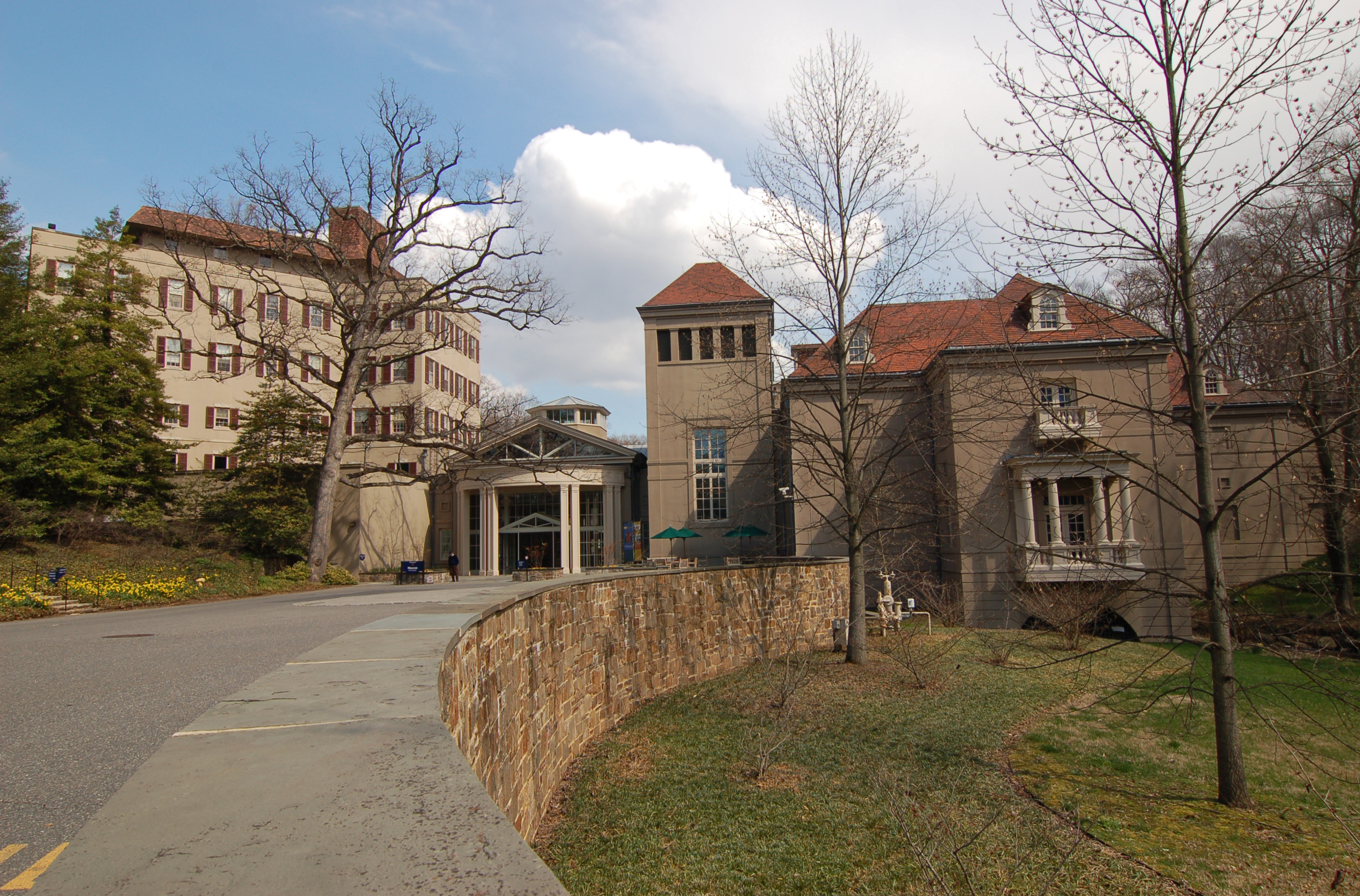
Das Museumsgebäude im April 2007

Winterthur Museum and Country Estate ein US-amerikanisches Museum und Anwesen in Winterthur, in der Nähe von Greenville, Delaware, in dem sich eine der bedeutendsten Sammlungen von Americana der Vereinigten Staaten befindet. Es war das ehemalige Wohnhaus von Henry Francis du Pont (1880–1969), einem berühmten Antiquitäten-Sammler und Gärtner.
Am 24. Februar 1971 wurde es in das National Register of Historic Places aufgenommen und war bis vor kurzem als „Henry Francis DuPont Winterthur Museum“ bekannt.
Im frühen 20. Jahrhundert gestalteten H. F. du Pont und sein Vater, Henry Algernon du Pont, Winterthur im Stil der europäischen Landhäuser des 18. und 19. Jahrhunderts. H.F. du Pont erweiterte das Anwesen danach noch mehrfach. Er hatte dadurch die Möglichkeit in ein kleineres Haus auf dem Anwesen umzuziehen, wenn das Haupthaus in ein öffentliches Museum umgewandelt wird.
Winterthur hat eine Grundfläche von 4 km², mit 0,2 km² naturalistischen Garten. Als es noch als Landsitz diente, betrug die Grundfläche 10 km².
Ursprünglich war du Pont ein Sammler von europäischer Kunst und europäischen Kunsthandwerk. Er wurde durch Electra Havemeyer Webb, später Gründerin des Shelburne Museum in Vermont, und durch die Gemälde von Charles Louis Heyde für die amerikanische Kunst und amerikanische Antiquitäten interessiert. Im Jahr 1929 zog er die weltweite Aufmerksamkeit auf sich, als er beim Auktionshaus Parke-Bernet einen „Tambour Desk“, hergestellt vom Bostoner Tischler John Seymor, für die damalige Rekordsumme für Americana in Höhe von über 30.000 $ ersteigerte. Später wurde er ein äußerst prominenter Sammler von amerikanischen Kunsthandwerk. Er baute Winterthur aus, um dort seine Sammlung, das Labor für Konservierungsarbeiten und die Verwaltung unterzubringen.
Es gibt 175 Period Rooms mit ungefähr 85.000 Ausstellungsstücken in dem Museum. Die meisten Ausstellungen sind in kleinen Führungen für die Öffentlichkeit zugänglich. Die Sammlung mit amerikanischem Kunsthandwerk umfasst eine Zeitspanne von mehr als zwei Jahrhunderte, besonders aus der Zeit zwischen 1640 und 1860. Sie enthält einige der wichtigsten Stücke des Möbelbaus und der Kunst Amerikas. Das Winterthur Library and Research Center besitzt mehr als 87.000 Bücher und ungefähr 500.000 Manuskripte und Bilder, überwiegend aus den Bereichen Amerikanische Geschichte, Kunsthandwerk und Architektur. Die Anlage beherbergt auch umfangreiche Konservierungs-, Forschungs- und Bildungs-Einrichtungen.
Das Museum ist auch die Heimat des Winterthur-Programm der frühen amerikanischen Kultur und des Winterthur/University Delaware Art Conservation Program.

## Das Winterthur-Gelände

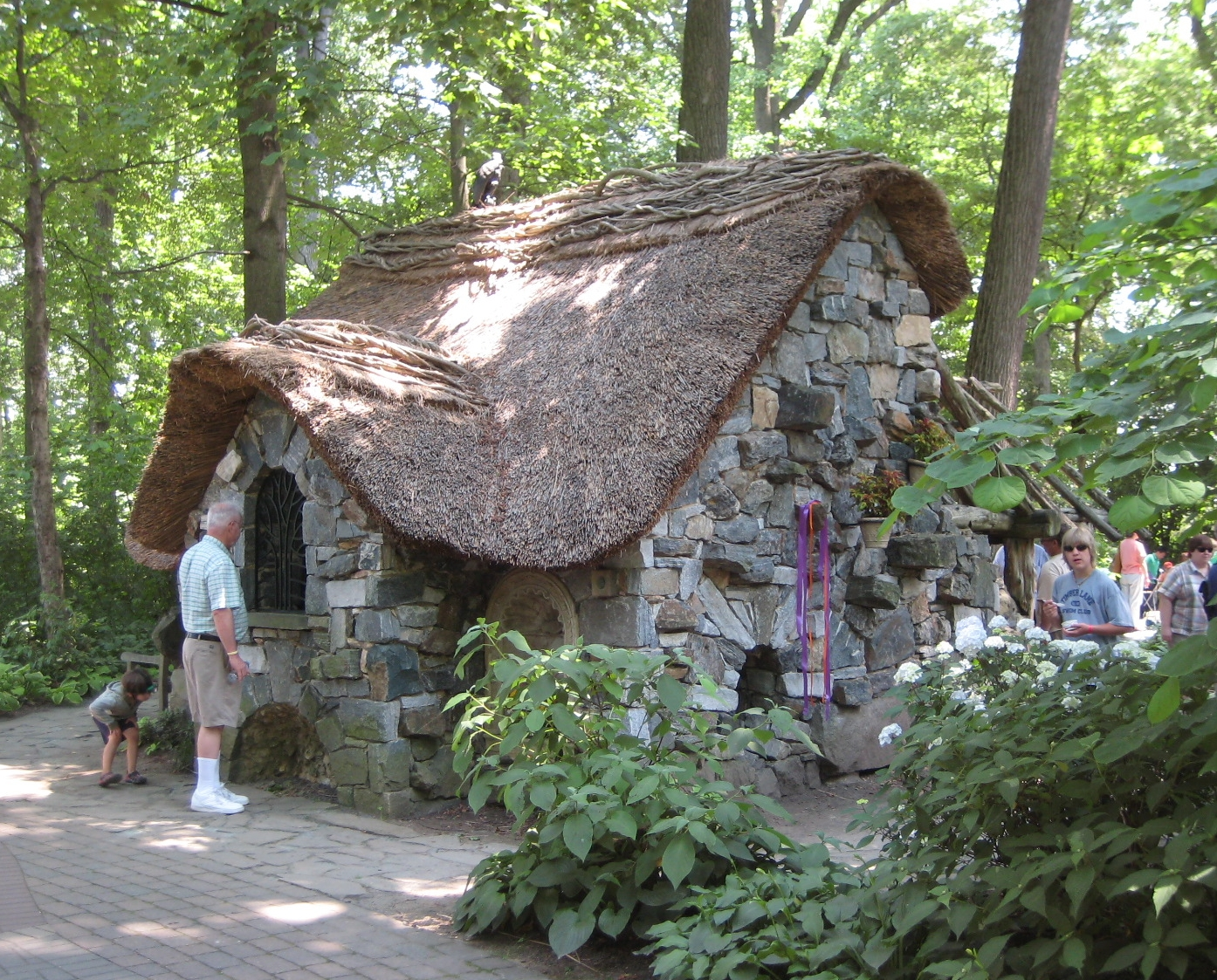
Steinhaus auf dem Gelände des Museums

- Hauptmuseum (Period Rooms und Büros) 8,970 m²
- Das Landhaus (Wohnhaus von H. F. du Pont nach der Eröffnung des Museums) 1,980 m²
- Die Galerien (3,300 m², 2,000 m²) Ausstellungsfläche
- Forschungsgebäude 6,340 m²
- Besucherzentrum 1,742 m²